# Блейк Комо
Блейк Комо (англ. Blake Comeau; 18 лютого 1986, м. Медоу-Лейк, Канада) — канадський хокеїст, лівий нападник. Виступає за «Колорадо Аваланш» в Національній хокейній лізі.
Виступав за «Келоуна Рокетс» (ЗХЛ), «Брідж-Порт Саунд-Тайгерс» (АХЛ), «Нью-Йорк Айлендерс», «Калгарі Флеймс», «Колумбус Блю-Джекетс», «Піттсбург Пінгвінс».
В чемпіонатах НХЛ — 483 матчі (88+107), у турнірах Кубка Стенлі — 11 матчів (1+0).
У складі молодіжної збірної Канади учасник чемпіонату світу 2006.
Досягнення
- Володар Меморіального кубка (2004)
- Чемпіон ЗХЛ (2003, 2005)
- Переможець молодіжного чемпіонату світу (2006)